# Pirkei Avot

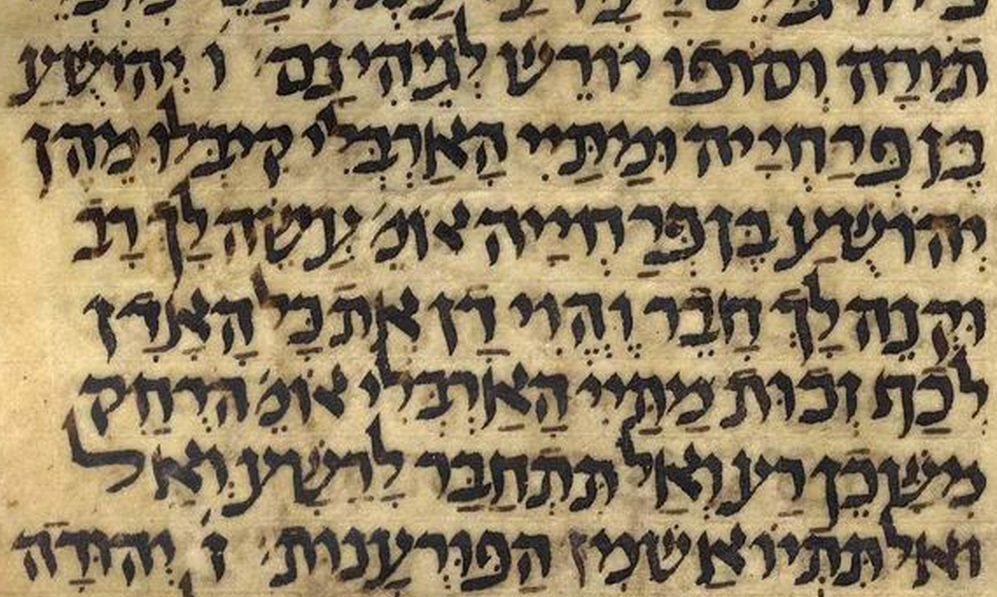
Fragment din tratatul Avot, 1,6 din Manuscrisul Kaufmann din secolul al XII-lea, cel mai vechi manuscris al Mișnei

Pirkei Avot sau Masehet Avot (în ebraică: פרקי אבות,Învățătura Părinților, în traducere literală: Capitolele Părinților,  respectiv   מסכת אבות Tratatul Avot sau Tratatul  „Părinți”) este o compilație de învățături etice și maxime din tradiția iudaică rabinică. Ea face parte din literatura etică didactică iudaică.
Din pricina conținutului ei numele ei este uneori tradus ca „Etica Părinților”. Pirkei Avot constă din tratatul Avot al Mișnei, penultimul tratat din Seder Nezikin al Mișnei și încă un capitol suplimentar, Kinyan Torá. Avot este unicul tratat din Mișná care se ocupă exclusiv de principii etice și morale și cuprinde puține legi (halahá).

### Semnificația titlului cărții
În iudaism termenul de avot - „părinți” - nu este un termen onorific pentru rabini sau înțelepți. În uzajul rabinic, el se referă la patriarhii biblici sau la strămoși. În schimb, în Mișná cuvântul avot se referă la categorii principale sau fundamentale.(de pildă, Avot Melahá sunt muncile productive interzise în timpul odihnei de sâmbată, iar Avot Tum'á sunt principalele încălcări ale purității rituale)  
În acest sens, denumirea Pirkei Avot s-ar putea traduce și prin «Capitolele Principiilor Fundamentale». Nu este exclus că alegerea titlului cărții s-a făcut dinadins din cauza sensului său multivalent - în același timp „părinți” și „principii fundamentale”.
Recunoașterea maximelor etice ca principii fundamentale poate deriva din locul de cinste conferit unei astfel de întelepciuni de către Tora, Mișná și Ghemara (Talmud).
În cartea Levitic 19,18 stă scris Iubește-ți aproapele ca pe tine însuți, adagiu pe care Rabbi Akiva ,în tratatul Bereshit Rabba 24, 7, l-a supranumit "un mare principiu” al Torei. În tratatul Shabat 31 se povestește cum Hillel cel Bătrân a fost provocat de o persoană în curs de convertire, care i-a cerut să-i explice întreaga Torá cât mai scurt posibil („stănd intr-un picior”) . Hillel i-a răspuns: Ce ție nu-ți place, altuia nu-i face. Aceasta este toată Torá, restul este comentariu, du-te și învață. (Maxima aceasta nu figurează în Pirkei Avot). Faptul că părțile sapiențiale ale Bibliei sunt atribuite regelui Solomon (Ecleziastul, Cartea Proverbe și Cartea Înțelepciunii) atestă însemnătatea centrală acordată de evreii antici propovăduirii vieții morale.

### Structura cărții

#### Tratatul Avot
Tratatul Avot al Mișnei conține cinci capitole. El începe prin ordinea transmisiunii Tradiției Orale. Moise a primit Tora pe Muntele Sinai
și apoi a transmis-o succesiunii de generații,incluzându-i pe  Iosua Navi, Străbunii și Prorocii, dar nu pe preoți - Hakohanim, până ce ea a ajuns la Sanhedrinul cel Mare,corespunzând cu „primele generații de înțelepți”. El conține zicale atribuite  unor învățați, începând cu Shimon cel Drept (Hatzadik) (200 î.e.n.) și sfârșind la puțin timp după Yehuda Hanassi, redactor al Mișnei. Aceste aforisme se referă mai cu seamă, la principiile etice și sociale de purtare, ca și la însemnătatea studiului Torei. 
Primele două capitole urmează o ordine generală cronologică, cel de-al doilea capitol fixându-se pe învățăceii lui Yohanan Ben Zakkai. 
Capitolul al treilea și al patrulea sunt tematice și conțin sentințe diferite, fără o ordine explicită. Capitolul al cincilea se îndepărtează de organizarea și conținutul primelor patru, cuprinzând zicale anonime structurate în jurul unor liste numerice, multe din ele neavând o conexiune directă cu chestiunile etice. Ultimele paragrafe ale acestui capitol revin la formatul aforismelor morale atribuite unor rabini specifici.
Tratatul Avot se deosebește de alte tratate din Mișná, având un stil mai sofisticat decât proza clară și directă mișnaică. Se remarcă influențe biblice în expresii, formele gramaticale și vocabular.

#### Kinyan Tora
În uzul liturgic, și în majoritatea edițiilor tipărite ale Pirkei Avot, se adaugă un al șaselea capitol Kinyan Tora ("Achiziționarea Torei”). Este vorba, de fapt, de al optulea  (în ediția Wilno) capitol al tratatului Kalá (Mireasa), unul din asa numitele Tratate minore (Masehtot ktanot) in stil mișnaic.  El a fost adăugat din cauza unei anumite asemănări  de conținut și stil cu tratatul original Avot (deși se concentrează mai mult pe studiul Torei decât pe cel al eticii) și de asemenea, pentru a putea recita câte un capitol în fiecare sâmbătă din timpul Numărătorii Omer, acest capitol fiind considerat adecvat pentru Sâmbăta de Șavuot, când se celebrează Primirea Torei. Prin urmare, termenul Pirkei Avot se referă la cartea compusă din șase capitole: Tratatul Avot plus Kinyan Torá.

### Studiul cărții în cadrul cultului
Cel puțin din vremea lui Saadia Gaon (Irak, Califatul Abbasid, secolul al 10-lea) se obișnuia învățarea a câte unui capitol din Pirkei Avot în fiecare sâmbătă dintre Paștele evreiesc (Pesah) și sărbătoarea Șavuot. În zilele noastre Pirkei Avot este studiat in general in fiecare Sâmbătă din timpul verii, între Pesah și Rosh Hashana.Ciclul se repetă de mai multe ori, la nevoie dacă nu se ajunge la un multiplu al celor șase săptămâni, se pot studia și două capitole deodată.  Pirkei Avot este inclus și în multe din cărțile de rugăciune (Sidur), citindu-se după rugăciunile de sâmbătă după amiază.
Studiul textelor din Pirkei Avot începe de obicei cu rostirea adagiului mișnaic „Toți cei din Israel au partea lor în lumea de apoi” (Tratatul Sanhedrin 10,1) și se încheie cu citatul  "Cel Sfânt, binecuvântat fie-i Numele, a vrut să cinstească pe Israel, de aceea i-a dăruit Tora și o mulțime de comandamente" (Makot, 3, 16)

### Traduceri în limba română
- “Pirkei Avot”-  Sfaturile înțelepților poporului evreu - 2004 prima ediție, Hasefer 2004, apoi  ediție revăzută și completată de Baruch Tercatin. Hasefer, București 2013
- Cuvintele de înțelepciune și învățăturile Părinților din tradiția iudaică, Colecția Princeps,  traducere de Felicia Waldman, Editura Herald, 2021 ISBN 978-973-111-926-7

(după ediția în engleză a rabinului Chaim Stern)